# Frederik Norys
Frederik Norys (14 aprile 1996) è un ex sciatore alpino tedesco.

## Biografia
Attivo in gare FIS dal dicembre del 2011, Norys ha esordito in Coppa Europa il 9 febbraio 2015 a Oberjoch in slalom speciale, senza completare la prova. Nel 2016 ha vinto la medaglia d'argento nello slalom speciale ai Mondiali juniores che si sono disputati a Soči/Roza Chutor e il 28 gennaio 2018 ha debuttato in Coppa del Mondo a Garmisch-Partenkirchen nella medesima specialità, senza completare la prova. Ha annunciato il suo ritiro al termine della stagione nell'aprile 2021, dopo 4 partenze nel massimo circuito senza mai essere riuscito a fare punti. La sua ultima gara è stato lo slalom speciale dei campionati nazionali tenutisi a Goetschen il 28 marzo 2021, non completato da Norys, il giorno precedente aveva vinto, nella medesima manifestazione, il titolo di slalom gigante. In carriera non ha preso parte né a rassegne olimpiche né iridate.

## Palmarès

### Mondiali juniores
- 1 medaglia:
  - 1 argento (slalom speciale a Soči/Roza Chutor 2016)

### Coppa Europa
- Miglior piazzamento in classifica generale: 125º nel 2018

### Campionati tedeschi
- 1 medaglia:
  - 1 oro (slalom gigante nel 2021)